# لاون الحادي عشر
لاون الحادي عشر أو ليون الحادي عشر أو ليو الحادي عشر (باللاتينية: Leo XI) ـ (2 يونيو 1535 ـ 27 أبريل 1605) ـ ولد باسم أليساندرو أوتافيانو دي ميديتشي (بالإيطالية: Alessandro Ottaviano de Medici) ـ هو بابا الكنيسة الكاثوليكية من 1 أبريل 1605 إلى 27 أبريل من نفس العام.
ولد لاون الحادي عشر في فلورنسا، وكانت جدته لأمه شقيقة البابا ليون العاشر. عينه البابا غريغوريوس الثالث عشر في منصب أسقف بيستويا سنة 1573، ثم كبيرًا لأساقفة فلورنسا سنة 1574 ثم كاردينالًا لكنيسة القديسين كيريكو وجوليتا (بالإيطالية: Santi Quirico e Giulitta) سنة 1583.
في سنة 1596 عينه البابا كليمنت الثامن ممثلًا له في فرنسا حيث كانت ماريا دي ميديتشي ملكة، وقد كان أليساندرو صديقًا وتلميذًا للقديس فيليب نيري.

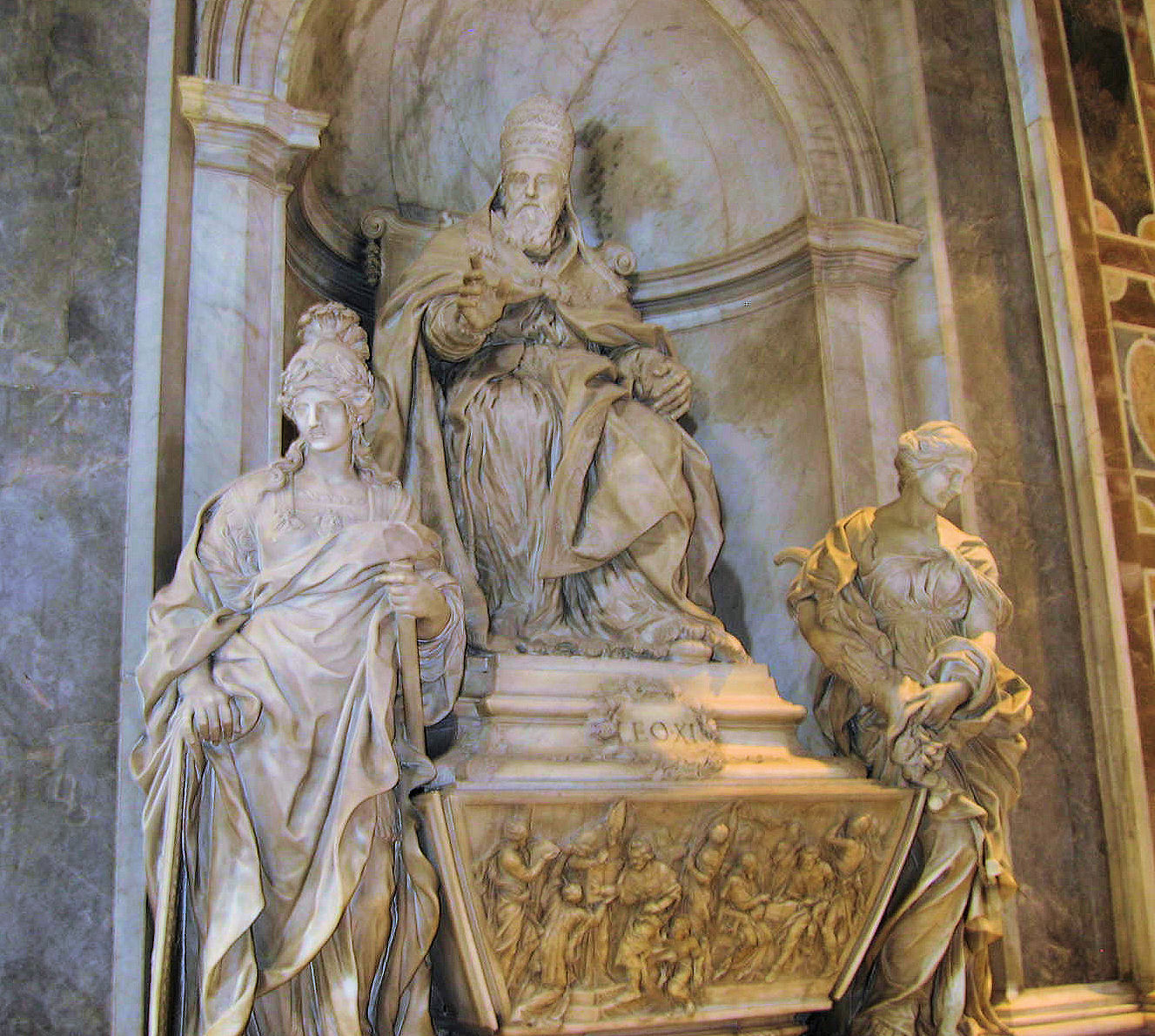
قبر البابا لاون الحادي عشر في كاتدرائية القديس بطرس بالفاتيكان، نفذه الفنان أليساندرو ألغاردي

في 14 مارس 1605 اجتمع 62 كاردينالًا ـ بعد وفاة البابا كليمنت الثامن بأحد عشر يومًا ـ لانتخاب خليفة للبابا الراحل، وكان من أبرز المرشحين كل من المؤرخ البارز بارونيوس والمجادل اليسوعي روبيرتو بيلارمينو. غير أن بييترو ألدوبرانديني ـ قائد الجناح الإيطالي بين الكرادلة ـ تحالف مع الكرادلة الفرنسيين لانتخاب أليساندرو خلافًا لرغبة الملك فيليب الثالث ملك إسبانيا المعلنة. ويقال أن الملك هنري الرابع ملك فرنسا أنفق ثلاثمائة ألف إيكي للترويج لترشيح أليساندرو. وقد تبوأ أليساندرو العرش البابوي بالفعل في أول أبريل 1605 وتسمى «ليون الحادي عشر» تيمنًا بشقيق جدته لأمه البابا ليون العاشر، غير أنه ـ وقد كان يقارب السبعين من عمره ـ سرعان ما مرض مرضه الأخير عقب تتويجه وتوفي بعد أقل من شهر من ذلك التتويج.

## روابط خارجية
- لاون الحادي عشر على موقع الموسوعة البريطانية (الإنجليزية)
- لاون الحادي عشر على موقع إن إن دي بي (الإنجليزية)